# بیرمنگام میل
بیرمنگام میل (با نام تجاری بلک کانتری میل در بلک کانتری و بیرمنگام لایو آنلاین) یک روزنامه نیم‌قطع مستقر در بیرمنگام، انگلستان است، اما در اطراف بیرمنگام، بلک کانتری، و سولیهول و بخش‌هایی از وارویکشر، ووسسترشر و استافوردشایر نیز توزیع می‌شود.

## تاریخچه
این روزنامه با نام بیرمنگام دیلی میل در سال ۱۸۷۰ تأسیس شد، در آوریل ۱۹۶۳ پس از ادغام با بیرمنگام دیلی میل به عنوان روزنامه اونینگ میل اند دیسپچ بیرمنگام شناخته شد و از سال ۱۹۷۶ تا اکتبر ۲۰۰۵ به عنوان اونینگ میل بیرمنگام نامیده شد. میل از دوشنبه تا شنبه منتشر می‌شود. ساندی مرکوری یک روزنامه خواهر است که یکشنبه‌ها منتشر می‌شود.
این روزنامه متعلق به انتشارات ریچ پلیس است، که همچنین صاحب دیلی میرور و بیرمنگام پست است، روزنامه نیم‌قطع تجاری هفتگی در منطقه بیرمنگام فروخته شد.

## بیرمنگام لایو
در سال ۲۰۱۸، بیرمنگام میل حضور آنلاین خود، از جمله وب سایت و اپلیکیشن خود را به نام بیرمنگام لایو تغییر داد.
در سال ۲۰۲۳، بیرمنگام لایو در انجمن‌ها و دسته‌های مبارزاتی جوایز مطبوعات منطقه‌ای برنده شد.
در سال ۲۰۲۴، بیرمنگام لایو با ۱۱ میلیون بازدید کننده ماهانه به بزرگ‌ترین ناشر منطقه‌ای در بریتانیا تبدیل شد.

## سردبیر
سردبیر فعلی بیرمنگام میل، گرام براون است که علاوه بر این سردبیر بیرمنگام پست، ساندی مرکوری و وب‌سایت خواهرشان بیرمنگام لایو نیز هست.

## سردبیران و روزنامه‌نگاران سابق
- مارک ریوز[۱۰] و دیگر سردبیر قبلی روزنامه دیوید بروکس[۱۱] بود که از سال ۲۰۰۹ تا ۲۰۱۴ این نقش را بر عهده داشت.
- استیو دایسون[۱۲] که اکنون یک مفسر رسانه‌ای متخصص در وضعیت روزنامه‌های معاصر است